# Gasperina
Gasperina ist eine Gemeinde mit 1869 Einwohnern (Stand 31. Dezember 2023) in der italienischen Provinz Catanzaro, Region Kalabrien.
Das Gebiet der Gemeinde liegt auf einer Höhe von 550 m über dem Meeresspiegel und umfasst eine Fläche von 6 km². Die Nachbargemeinden sind Montauro, Montepaone und Palermiti. Gasperina liegt 33 km südlich von Catanzaro.